# فرودگاه بین‌المللی باکولود–سیلای

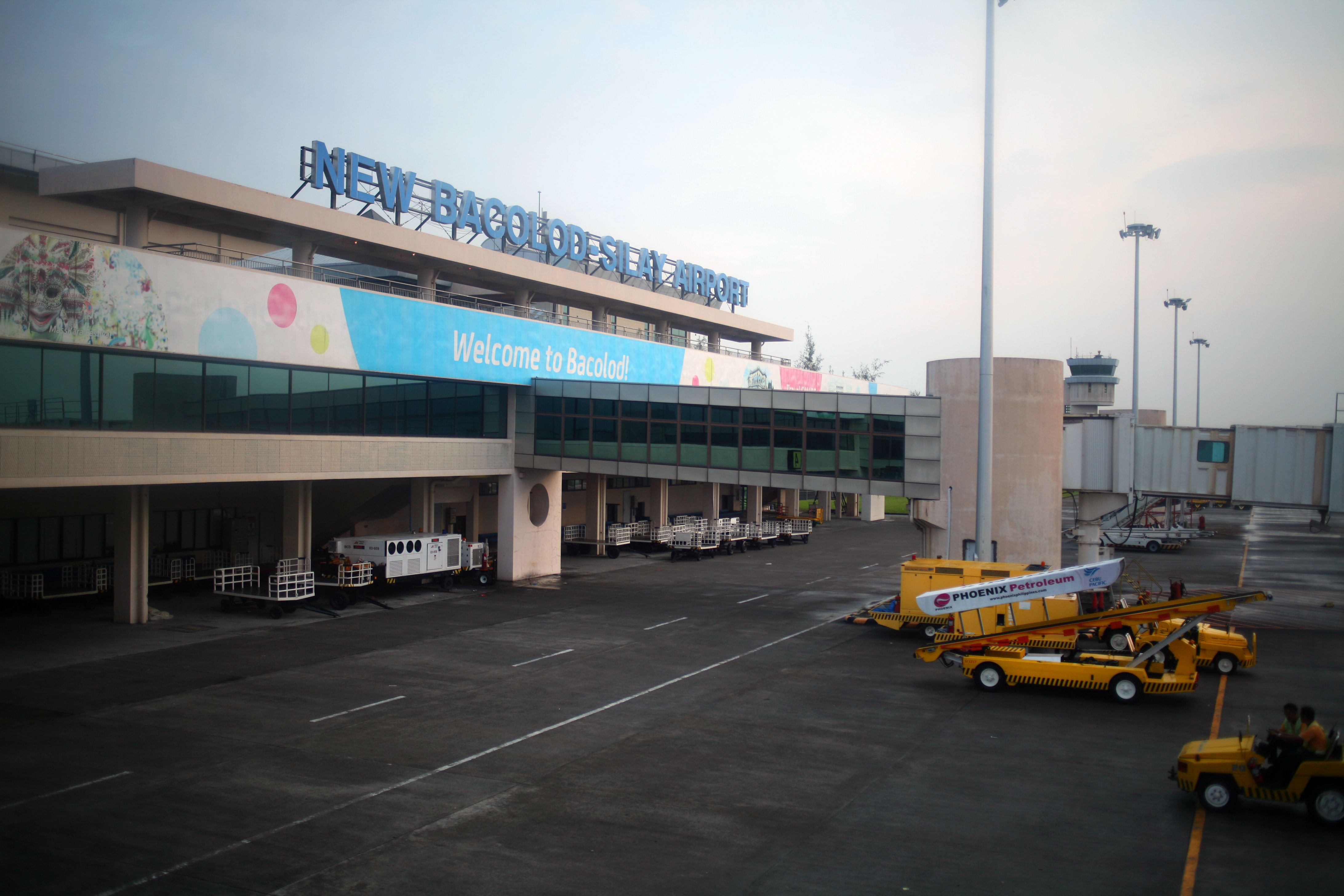
محوطه فرودگاه

فرودگاه بین‌المللی باکولود-سیلای (به انگلیسی: Bacolod-Silay International Airport) (به زبان بومی: Paliparang Pandaigdig ng Bacolod-Silay) یک فرودگاه همگانی مسافربری با کد یاتا BCD است که یک باند فرود بتن دارد و طول باند آن ۲۰۰۰ متر است. این فرودگاه در کشور فیلیپین قرار دارد .